# Natriumoxalaat
Natriumoxalaat (Na2C2O4) is een hygroscopisch natriumzout van oxaalzuur. De stof komt voor als kleurloze kristallen of als een wit poeder, en is matig oplosbaar in water. Natriumoxalaat kan optreden als reductor in chemische syntheses.

## Synthese
Natriumoxalaat kan op 2 manieren worden bereid:
- Door de zuur-basereactie van oxaalzuur met natriumhydroxide:

{\displaystyle {\ce {C2H2O4 + 2NaOH -> Na2C2O4 + 2H2O}}}
- Door een thermolyse van natriumformiaat bij 360°C:

{\displaystyle {\ce {2HCOONa -> Na2C2O4 + H2}}}